# Фалкенберг (Шведска)
Фалкенберг (швед. Falkenberg) град је у Шведској, у југозападном делу државе. Град је у оквиру Халандског округа, где је једно од главних средишта округа. Фалкенберг је истовремено и седиште истоимене општине.

## Природни услови
Фалкенберг се налази у југозападном делу Шведске и Скандинавског полуострва. Од главног града државе, Стокхолма, град је удаљен 490 км југозападно. 
Рељеф: Фалкенберг се сместио на источној обали Категата, дела Северног мора. Градско подручје је бреговито, а надморска висина се креће 0-25 м.
Клима у Фалкенбергу је континентална са утицајем мора и крајњих огранака Голфске струје. Стога су зиме блаже, а лета свежија у односу на дату географску ширину.
Воде: Фалкенберг се образовао на ушћу реке Отран у Категата, залива Северног мора. Обала у овом делу је песковита, што погодује развоју туризма.

## Историја
Фалкенберг се први пут помиње у 12. веку. Током првих векова настанка насеље било у подручју укрштања интереса Шведске, Данске и Норвешке, па је вишње пута мењало господара. Насеље је 1558. године добило градска права од данског краља.
После споразума у Роскилдеу 1658. године Шведска добија подручја на данашњем југу државе, па се Фалкенберг коначно припаја Шведској.
После два века таворења поновни замах Фалкенберг доживљава у другој половини 19. века са доласком индустрије и железнице. Ово благостање траје и дан-данас.

## Становништво
Фалкенберг је данас град средње величине за шведске услове. Град има око 20.000 становника (податак из 2010. г.), а градско подручје, тј. истоимена општина има око 41.000 становника (податак из 2012. г.). Последњих деценија број становника у граду расте.
До средине 20. века Фалкенберг су насељавали искључиво етнички Швеђани. Међутим, са јачањем усељавања у Шведску, становништво града је постало шароликије, али опет мање него у случају већих градова у држави.

## Привреда
Данас је Фалкенберг савремени град са посебно развијеном индустријом. Последње две деценије посебно се развијају трговина, услуге и туризам.

## Галерија
- Поглед на стари део Фалкенберга
- Здање општинске управе
- Главна градска црква
- Стара градска кућа